# Менауліон
Менауліо́н, менавліо́н, менауло́н або менавло́н (грец. μεναύλιον, μέναυλον) — важкий спис довжиною від 2,7 до 3,6 метрів з товстим ратищем, використовуваний візантійською піхотою з початку 10-го століття проти ворожої важкої кавалерії. Для збільшення сили зброї при його виготовленні використовували цільні стовбури дуба чи кизила, також він мав довге лезо — 45-50 см.
Використання менауліону засвідчено імператором Никифором II Фокою у трактаті Στρατηγικὴ ἔκθεσις καὶ σύνταξις Νικηφόρου δεσπότου (відомого у латинському перекладі як Praecepta Militaria — «Військові приписи»), Никифором Оураносом та Львом VI Мудрим у їхньому посібнику «Тактика» (Τακτικά). Менауліон описаний в трактаті десятого століття, відомому як Sylloge Tacticorum («Збірка з тактики»). Воїни, що несли меналіони (μεναύλατοι), були розгорнуті позаду лінії фронту і повинні були висуватися вперед проти ворожої кавалерійської атаки. Вони шикувалися в тонку лінію перед першою лінією фронту. За іншою версією, вони шикувалися на флангах піхоти разом з списоносцями, для атаки на фланги атакуючого ворога. Вони також розгорталися в інтервалах між важкою піхотою поряд з легкою. У таборах вони розташовувалися у виходах.
У своїй роботі De Ceremoniis, Костянтин VII наказує почати виробництво різних видів менаул.